# Yamaçoba, Şehitkamil
Yamaçoba là một xã thuộc huyện Şehitkamil, tỉnh Gaziantep, Thổ Nhĩ Kỳ. Dân số thời điểm năm 2011 là 1.072 người.